# 서울 계동 배렴 가옥
서울 계동 배렴 가옥(서울 桂洞 裵濂 家屋)은 서울특별시 종로구에 있는 일제강점기의 건축물이다. 2004년 9월 4일 대한민국의 국가등록문화재 제85호로 지정되었다.

## 등록 사유
계동 가옥은 목조 기와집으로 화가 배렴 선생이 살던 곳이다. 그는 1929년부터 서화협회 전람회에 만추 등을 출품하였고 중년 이후 온화하고 유연한 필치로 산수화와 화조화를 그려 전통적 화풍을 실현하는데 노력한 화가이다. 이 집에는 배렴 선생을 기억하는 이들의 발길이 끊이지 않고 있다.

## 같이 보기
- 배렴

## 참고 자료
- 서울 계동 배렴 가옥 - 국가유산청 국가유산포털